# Mercedes-Benz W23

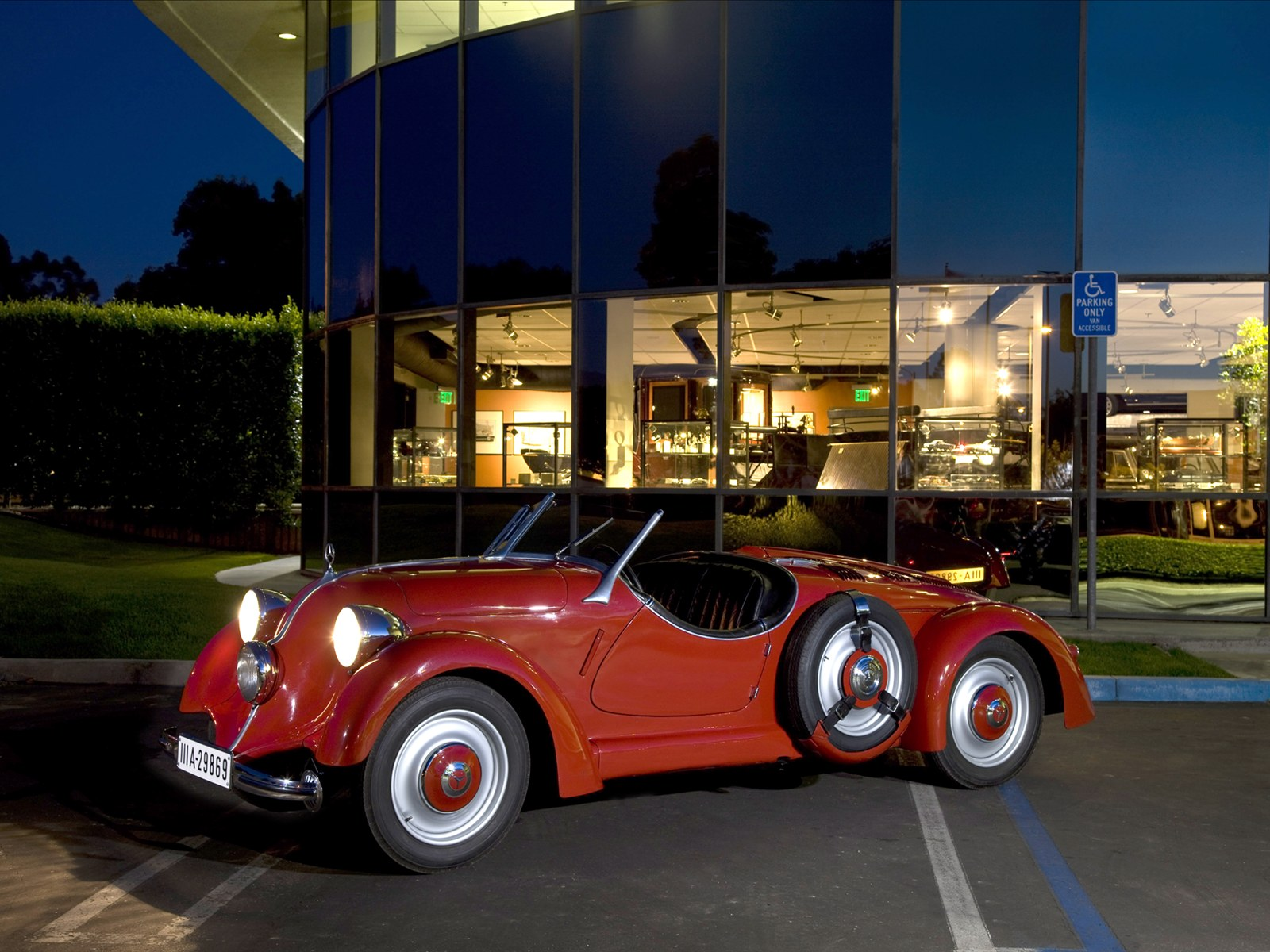
Mercedes-Benz 150

Mercedes-Benz 130 är en personbil, tillverkad av den tyska biltillverkaren Mercedes-Benz mellan 1934 och 1936.

## W23 130
Mercedes-Benz, liksom många andra tyska och tjeckiska biltillverkare, experimenterade med svansmotor-konceptet i början av trettiotalet. Svansmotorn passade väl in på de teorier om strömlinjeform som var populära vid den tiden, då det blev lättare att anpassa fronten. Dessutom sparade man in kostnaden för kardanaxeln.
I februari 1934 introducerades 130, den minsta Mercedes-Benz som tillverkats (hittills). Bilen väckte stort intresse vid premiären, men därefter svalnade entusiasmen. Med två tredjedelar av vikten på bakhjulen fick bilen snabbt rykte om sig att vara farligt överstyrd. Den enkla pendelaxeln gjorde inte vägegenskaperna bättre. Konstruktionen lämnade heller inte mycket plats för bagageutrymmet och försäljningen tog aldrig fart.
Motor
| Modell | Motor                  | Cylindervolym | Effekt | Bränslesystem   |
| ------ | ---------------------- | ------------- | ------ | --------------- |
| 130    | M23: 4-cyl radmotor sv | 1308 cm³      | 26 hk  | Enkel förgasare |

Tillverkning
| Modell | Antal |
| ------ | ----- |
| 130    | 4 298 |

## W30 150
1934 byggde Mercedes-Benz ett halvdussin tävlingsbilar baserade på 130:n. Där 130:n hade växellådan placerad framför bakaxeln och motorn bakom, vände man på hela paketet på 150:n och bilen fick på så sätt mittmotor. Till skillnad från 130:n hade bilen en toppventilsmotor.
1935 försökte Mercedes-Benz sälja den öppna sportbilen 150 baserad på tävlingsvagnen. Bilen var både dyr och opraktisk (den saknade exempelvis bagageutrymme) och efter att ha tillverkat fem (5) exemplar gav man upp och lade ner modellen.